# Torneo de Limoges 2014
El Abierto de GDF Suez de Limoges 2014 es un torneo de tenis profesional jugado en interiores canchas duras. Se trata de la octava edición del torneo que forma parte de la serie WTA 125s 2014, con un total de 125.000 dólares en premios. Se llevará a cabo en Limoges, Francia, el 3 hasta 9 de noviembre de 2014.

## Cabeza de serie

### Individual femenino
| Tenista             | Ranking | Preclasificada |
| Alize Cornet        | 20      | 1              |
| Caroline Garcia     | 38      | 2              |
| Monica Niculescu    | 47      | 3              |
| Annika Beck         | 54      | 4              |
| Johanna Larsson     | 72      | 5              |
| Anna Schmiedlova    | 73      | 6              |
| Pauline Parmentier  | 74      | 7              |
| Alison Van Uytvanck | 76      | 8              |

### Dobles femenino
| Tenista                               | Ranking | Preclasificada |
| Timea Babos Kristina Mladenovic       | 38      | 1              |
| Klaudia Jans-Ignacik Andreja Klepač   | 109     | 2              |
| Lara Arruabarrena Oksana Kalashnikova | 136     | 3              |
| Kateřina Siniaková Renata Voráčová    | 147     | 4              |

## Campeonas

### Individual Femenino
Tereza Smitková venció a  Kristina Mladenovic por 7–6(7–4), 7-5

### Dobles Femenino
Kateřina Siniaková /  Renata Voráčová vencieron a  Timea Babos /  Kristina Mladenovic por 2-6, 6-2, [10-5]